# Jean Caudron
Jean Caudron (ur. 15 listopada 1895 w Liège, zm. 23 stycznia 1963) – belgijski piłkarz grający na pozycji bramkarza. Był reprezentantem Belgii.

## Kariera klubowa
Całą swoją karierę piłkarską Caudron spędził w klubie SC Anderlechtois, w którym w 1921 roku zadebiutował w belgijskiej pierwszej lidze i grał w nim do 1931 roku.

## Kariera reprezentacyjna
W reprezentacji Belgii Caudron zadebiutował 5 października 1924 roku w przegranym 1:2 towarzyskim meczu z Danią, rozegranym w Kopenhadze. W 1928 roku był w kadrze Belgii na Igrzyska Olimpijskie w Amsterdamie. Od 1924 do 1928 roku rozegrał 19 meczów w kadrze narodowej.